# Visage pâle (film, 1948)
Pour plus de détails, voir Fiche technique et Distribution.
Visage pâle (titre original : The Paleface) est un film américain réalisé par Norman Z. McLeod, sorti en 1948.

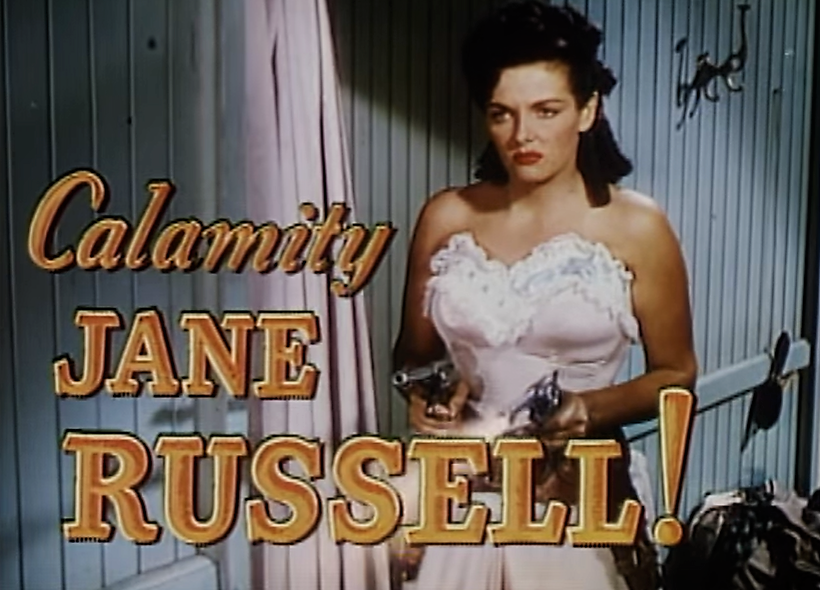

## Synopsis
Calamity Jane est sortie de la prison d'un shérif par un couple d'agents gouvernementaux, le gouverneur Johnson et le commissaire aux affaires intérieures Emerson. Ils souhaitent l'engager pour découvrir des traîtres blancs qui vendent illégalement des armes à une tribu indienne près de Buffalo Flats, l'une des régions frontalières. Comme les agents qu'ils ont envoyés précédemment pour enquêter sont morts, ils pensent qu'ils ont besoin d'une nouvelle approche et ont conçu un plan pour utiliser Jane, à la fois comme femme et comme tireuse expérimentée. En échange de ses services, on lui offrent un pardon complet pour ses crimes passés.
Le plan prévoit que Jane rencontre à Port Deerfield Jim Hunter, un autre agent du gouvernement et qu'ils se fassent passer pour un couple marié, se joignant à une expédition de colons vers la région où se déroule le trafic d'armes. Cependant, le cerveau derrière le trafic d'armes se révèle être Jasper Martin, le secrétaire de Johnson. Jane découvre que Hunter est mort et qu'elle est elle-même poursuivie par des assassins. Après avoir échappé à une tentative d'assassinat, elle fait du stop avec Peter Painless Potter, un dentiste ambulant qui fuit la ville après une de ses habituelles gaffes. Les trafiquants d'armes se joignent également à eux, pour assurer la livraison d'une réserve de dynamite et pour suivre l'agent fédéral envoyé pour les contrecarrer, croyant que Potter est leur cible. Après que ce dernier ait conduit par erreur une partie du convoi en territoire indien et alors qu'ils se reposent dans une cabane en rondins, ils sont attaqués par les Indiens. Enfermé à l'extérieur, Potter se cache dans un tonneau et tire à tout va pendant que Jane élimine secrètement plusieurs Indiens de l'intérieur. Potter est crédité de cet exploit, ce qui renforce les hypothèses des contrebandiers sur son rôle.
Après son arrivée à Buffalo Flats, Jane rencontre son contact, Hank Billings et le charge de découvrir où la dynamite sera livrée. Pendant ce temps, les contrebandiers concoctent un plan qui amène Potter à s'attirer les foudres de Big Joe, un bandit armé au mauvais caractère. Lorsque cet affrontement débouche sur un duel, Jane envisage d'abord de laisser Potter se faire tuer, pour se débarrasser des contrebandiers, mais elle finit par l'aider à nouveau parce qu'elle veut l'utiliser comme un leurre et parce qu'elle a commencé à tomber amoureuse de lui.
La même nuit, Billings rapporte à Jane que les conspirateurs ont caché la dynamite dans la boutique du croque-mort, puis meurt d'une flèche dans le dos. Jane parvient à manipuler Potter pour qu'il se rende chez le croque-mort afin de voir qui vient chercher la dynamite mais tous deux sont capturés par les contrebandiers et emmenés au camp des Indiens. Là-bas Johnson arrive avec le reste de sa cargaison d'armes. Pour punir Potter d'avoir tué leurs braves, l'Homme-Médecin se prépare à faire catapulter Potter entre deux arbres courbés mais l'engin projette Potter dans la forêt, ce qui entraîne le bannissement de l'Homme-Médecin. Alors qu'il retourne au camp pour libérer Jane, Potter tombe sur le guérisseur, l'assomme et prend ses vêtements pour se déguiser.
Ne sachant pas que son bourreau a été banni, Potter se prépare à libérer Jane du bûcher lorsque les membres de la tribu se rapprochent de lui. Prenant un flacon de poudre, Potter s'égare dans le camp, laissant une trace qui finit par s'enflammer et faire exploser certaines des armes de contrebande. Dans la confusion qui s'ensuit, Jane et Potter s'échappent dans le chariot de Potter, qui est chargé de dynamite avec les Indiens et les contrebandiers à leurs trousses. Après que Potter ait laissé tomber un bâton de dynamite allumé, Jane et lui abandonnent le chariot au moment où les contrebandiers l'atteignent et se font exploser. La mission accomplie, Jane et Potter s'embarquent pour de bon dans leur lune de miel.

## Fiche technique
- Titre : Visage pâle
- Titre original : The Paleface
- Réalisation : Norman Z. McLeod, assisté d'Alvin Ganzer
- Scénario : Edmund L. Hartmann et Frank Tashlin
- Dialogues : Jack Rose
- Production : Robert L. Welch
- Société de production et de distribution : Paramount Pictures
- Musique : Victor Young
- Directeur de la photographie : Ray Rennahan
- Directeurs de la photographie de seconde équipe (non crédités) : Devereaux Jennings, W. Wallace Kelley
- Montage : Ellsworth Hoagland
- Direction artistique : Hans Dreier et A. Earl Hedrick
- Décorateur de plateau : Sam Comer et Bertram C. Granger
- Costumes : Mary Kay Dodson
- Effets visuels : Farciot Edouart, Gordon Jennings et W. Wallace Kelley (non crédité)
- Pays d'origine : États-Unis
- Format : Couleur (Technicolor) - 35 mm - 1,37:1 - Son : Mono (Western Electric Recording)
- Genre : Western parodique
- Durée : 91 minutes
- Dates de sortie :
  - États-Unis : 24 décembre 1948
  - France : 16 février 1949

## Distribution
- Bob Hope (VF : Serge Lhorca) : 'Painless' Peter Potter
- Jane Russell (VF : Paula Dehelly) : Calamity Jane
- Robert Armstrong : Terris
- Iris Adrian : Pepper
- Bobby Watson : Toby Preston
- Jackie Searl (VF : Ulric Guttinguer) : Jasper Martin
- Joseph Vitale : éclaireur indien
- Charles Trowbridge (VF : Christian Argentin) : Gouverneur Johnson
- Clem Bevans : Hank Billings
- Jeff York : Big Joe
- Stanley Andrews (VF : Richard Francoeur) : Emerson
- Nestor Paiva (VF : Alfred Argus) : 2e patient
- Olin Howland : Jonathan Sloane
- Chief Yowlachie : Chef Yellow Feather
- Iron Eyes Cody : Chef Iron Eyes
- Skelton Knaggs : Pete
- Arthur Space : Zach
- Wade Crosby : Jeb
- Tom Kennedy : le barman
- Frank Hagney : Greg

Acteurs non crédités :
- Harry Harvey : Juge de paix
- Houseley Stevenson : Pionnier